# Mauvilly
Mauvilly est une commune française située dans le département de la Côte-d'Or, en région Bourgogne-Franche-Comté.
Les gentilés sont « Mavilléen » et « Mavilléenne ».

## Géographie

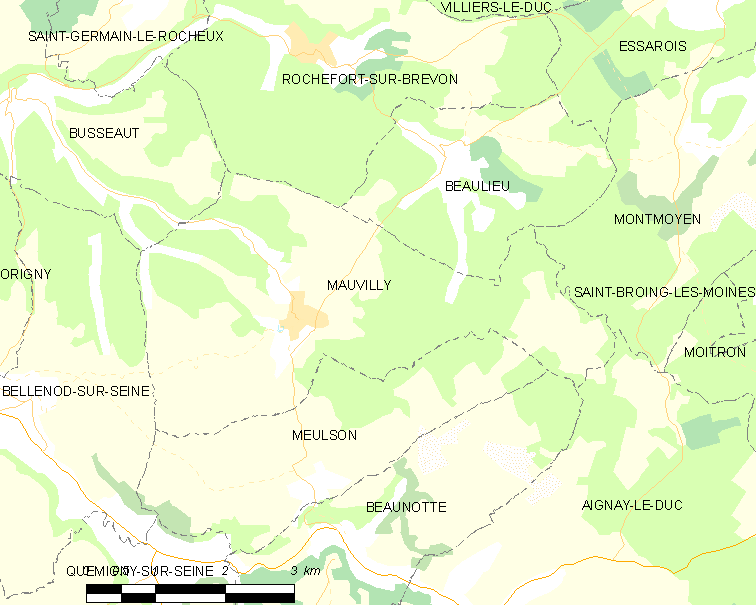

Entre les vallées creusées par la Seine et le Brévon sur les communes voisines, Mauvilly occuoe sur 15,3 km2 une partie haute du plateau du Duesmois, au sud du plateau qui porte la forêt domaniale de Châtillon-sur-Seine. Du village, assez central au territoire, deux combes se creusent vers le nord-ouest dans les vallons Duvau et de Courtacon pour se réunir sur la commune de Busseaut en se dirigeant vers le Brévon. Elles coupent la limite de commune respectivement à 326 m (point bas du finage) et 336 m d'altitude. De l'autre côté du village, dans l'alignement des vallons, le point haut se trouve sur la limite de commune opposée à 424 m, dans le bois de Champcombert. Les bois couvrent les hauteurs au sud-est du village et les sommets entre le vallons du nord-ouest. À part à peu près égale des surfaces, l'agriculture est plutôt implantée entre ces deux zones boisées et au sud-ouest, ainsi qu'à l'extrémité est du territoire qui suit le Brévon. Quelques prairies occupent le fond des vallons.

### Accès
La route départementale 21 (de Châtillon-sur-Seine à Aignay-le-Duc par la forêt de Châtillon) traverse le finage du nord-est au sud en passant par le village.

### Hameaux, écarts, lieux-dits
La population est regroupée dans le village, la commune n'a pas de hameau rattaché.
- Habitat ou bâti écarté : fermes de Valfermet et de Précuse.
- Lieux-dits d'intérêt local : vallons Duvau et de Courtacon, bois : la Mangeootte, la Belle-Étoule, la Rougeterre-et-Lanvey, Champ-Velantru.

### Hydrographie
On peut distinguer deux systèmes hydrauliques sur la commune, séparés par les hauteurs du sud au nord-est au-delà desquelles se prolonge à l'est le territoire qui descend jusqu'au Brévon. Cette rivière est ici dans un passage en forêt, presque à mi-parcours de sa confluence avec la Seine, elle forme avec la rive gauche de l'étang Fourchu (commune d'Aignay-le-Duc) la limite est de la commune. À l'ouest des collines le relief est creusé selon une orientation sud-est nord-ouest en direction encore du Brévon dont le cours vers l'ouest a fait une large courbe sur les communes voisines pour revenir sur celle voisine de Busseaut. Le vallon de Courtacon est alimenté par une source qui remplit un petit étang avant de sortir de la commune, de même pour le vallon Duvau irrigué par la source qui noie les douves du château mais se perd souvent dans les prés humides avant d'atteindre la limite de territoire, malgré la présence d'autres sources sur son cours et dans le vallon des Murgerots qui lui est affluente (mais souvent asséchée). Les ruisseaux de ces trois vallons n'arriveront jamais jusqu'au Brévon, bien que leur talweg commun se poursuive jusqu'à la rivière pied de Busseaut par les combes Patiot, à la Faux, Pierreuse et au Prêtre. Les phénomènes karstiques sont fréquents dans ces plateaux en calcaire du Jurassique, et le court ruisseau du Differend, affluent du Brévon, qui source au bout du talweg de ces ruisseaux peut être une exsurgence de leurs eaux.

### Climat
Pour des articles plus généraux, voir Climat de la Bourgogne-Franche-Comté et Climat de la Côte-d'Or.
En 2010, le climat de la commune est de type climat des marges montargnardes, selon une étude du Centre national de la recherche scientifique s'appuyant sur une série de données couvrant la période 1971-2000. En 2020, Météo-France publie une typologie des climats de la France métropolitaine dans laquelle la commune est exposée à un climat océanique altéré et est dans la région climatique  Lorraine, plateau de Langres, Morvan, caractérisée par un hiver rude (1,5 °C), des vents modérés et des brouillards fréquents en automne et hiver. 
Pour la période 1971-2000, la température annuelle moyenne est de 9,7 °C, avec une amplitude thermique annuelle de 16,4 °C. Le cumul annuel moyen de précipitations est de 917 mm, avec 13,1 jours de précipitations en janvier et 8,6 jours en juillet. Pour la période 1991-2020, la température moyenne annuelle observée sur la station météorologique de Météo-France la plus proche, « Bure Les Templiers_sapc », sur la commune de Bure-les-Templiers à 15 km à vol d'oiseau, est de 10,7 °C et le cumul annuel moyen de précipitations est de 898,2 mm,. Pour l'avenir, les paramètres climatiques de la commune estimés pour 2050 selon différents scénarios d'émission de gaz à effet de serre sont consultables sur un site dédié publié par Météo-France en novembre 2022.

## Urbanisme

### Typologie
Au 1er janvier 2024, Mauvilly est catégorisée commune rurale à habitat très dispersé, selon la nouvelle grille communale de densité à 7 niveaux définie par l'Insee en 2022.
Elle est située hors unité urbaine et hors attraction des villes,.

### Occupation des sols
L'occupation des sols de la commune, telle qu'elle ressort de la base de données européenne d’occupation biophysique des sols Corine Land Cover (CLC), est marquée par l'importance des territoires agricoles (56,1 % en 2018), une proportion sensiblement équivalente à celle de 1990 (55,7 %). La répartition détaillée en 2018 est la suivante : terres arables (49,1 %), forêts (42,2 %), prairies (7 %), zones urbanisées (1,7 %). L'évolution de l’occupation des sols de la commune et de ses infrastructures peut être observée sur les différentes représentations cartographiques du territoire : la carte de Cassini (XVIIIe siècle), la carte d'état-major (1820-1866) et les cartes ou photos aériennes de l'IGN pour la période actuelle (1950 à aujourd'hui).

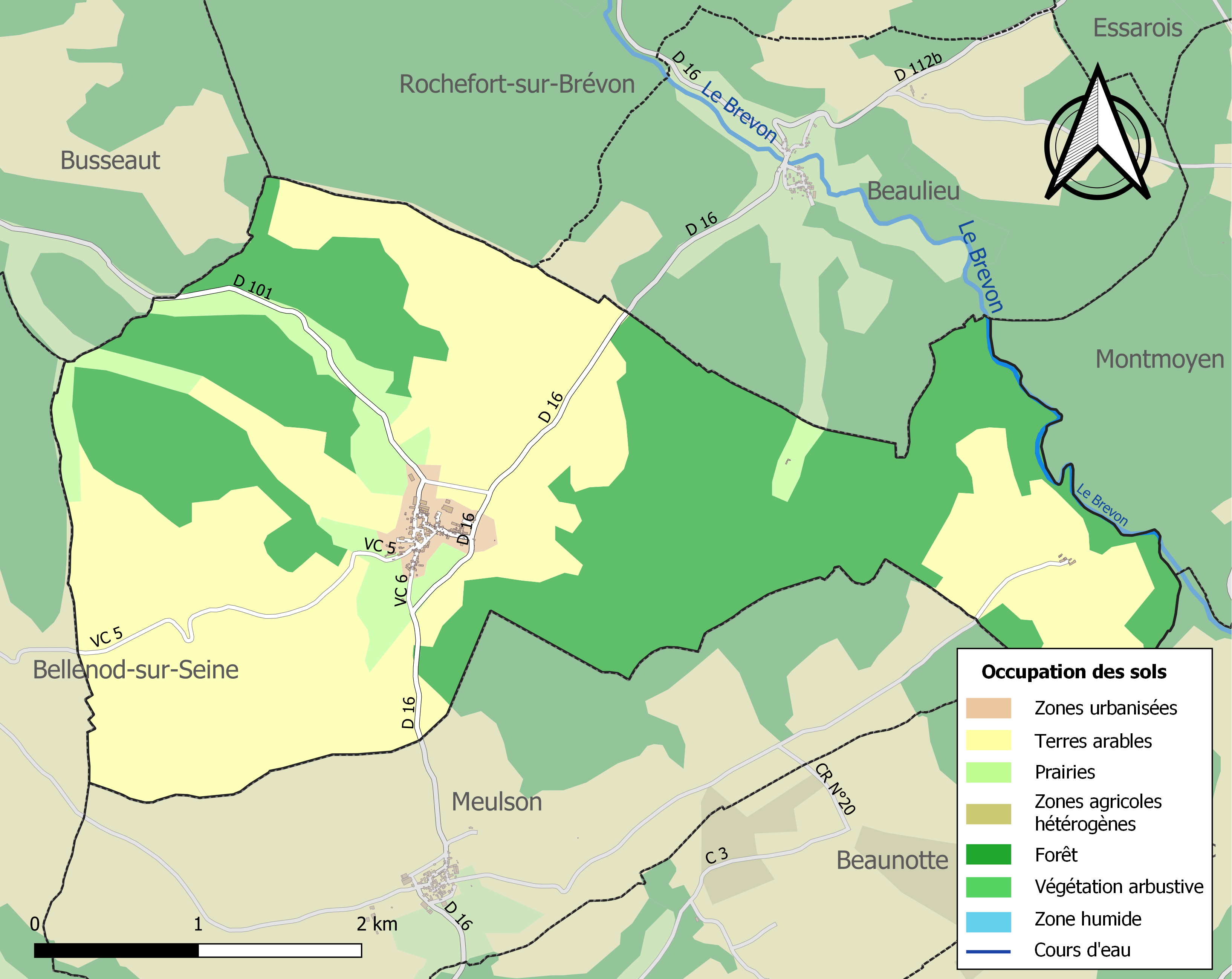
Carte des infrastructures et de l'occupation des sols de la commune en 2018 (CLC).

## Histoire

### Préhistoire et antiquité
Des silex, pointes de flèches et haches polies relevées sur le territoire  attestent d'une occupation humaine dès le néolithique. Elle se poursuit ensuite avec la découverte d'objets en fer des 1er et 2e âges du fer.
Les vestiges gallo-romains sont plus dispersés mais des fouilles sommaires ont mis au jour les vestiges d'une construction sur le coteau de Busseaut.

### Moyen Âge
Des sarcophages trouvés témoignent d'une occupation mérovingienne autour de l'église actuelle. Au cours du Moyen Âge, Mauvilly est une baronnie du bailliage de la Montagne dont dépendent Meulson, Beaunotte et Tarperon à Quemigny-sur-Seine.

## Politique et administration
Mauvilly est rattaché 
- à l'arrondissement de Montbard,
- au canton de Châtillon-sur-Seine et
- à la communauté de communes du Pays Châtillonnais.

| Période                                  | Période | Identité         | Étiquette | Qualité |
| ---------------------------------------- | ------- | ---------------- | --------- | ------- |
| mars 2001                                |         | Henri Chevallier |           |         |
| Les données manquantes sont à compléter. |         |                  |           |         |

## Démographie
L'évolution du nombre d'habitants est connue à travers les recensements de la population effectués dans la commune depuis 1793. Pour les communes de moins de 10 000 habitants, une enquête de recensement portant sur toute la population est réalisée tous les cinq ans, les populations de référence des années intermédiaires étant quant à elles estimées par interpolation ou extrapolation. Pour la commune, le premier recensement exhaustif entrant dans le cadre du nouveau dispositif a été réalisé en 2008.

En 2022, la commune comptait 65 habitants, en évolution de −2,99 % par rapport à 2016 (Côte-d'Or : +0,82 %, France hors Mayotte : +2,11 %).
| 1793 | 1800 | 1806 | 1821 | 1831 | 1836 | 1841 | 1846 | 1851 |
| ---- | ---- | ---- | ---- | ---- | ---- | ---- | ---- | ---- |
| 255  | 188  | 278  | 240  | 242  | 269  | 260  | 267  | 271  |

| 1856 | 1861 | 1866 | 1872 | 1876 | 1881 | 1886 | 1891 | 1896 |
| ---- | ---- | ---- | ---- | ---- | ---- | ---- | ---- | ---- |
| 282  | 293  | 207  | 206  | 180  | 181  | 187  | 191  | 179  |

| 1901 | 1906 | 1911 | 1921 | 1926 | 1931 | 1936 | 1946 | 1954 |
| ---- | ---- | ---- | ---- | ---- | ---- | ---- | ---- | ---- |
| 163  | 153  | 154  | 133  | 138  | 110  | 121  | 117  | 100  |

| 1962 | 1968 | 1975 | 1982 | 1990 | 1999 | 2006 | 2008 | 2013 |
| ---- | ---- | ---- | ---- | ---- | ---- | ---- | ---- | ---- |
| 116  | 94   | 73   | 70   | 77   | 88   | 79   | 77   | 68   |

| 2018 | 2022 | - | - | - | - | - | - | - |
| ---- | ---- | - | - | - | - | - | - | - |
| 69   | 65   | - | - | - | - | - | - | - |

## Culture locale et patrimoine

### Lieux, monuments et pôles d'intérêt
Mauvilly a reçu récemment de Châtillon-sur-Seine un monument classé à l'inventaire des monuments historiques alors qu'un de ses monuments vient d'y être inscrit :
- le menhir dit de Châtillon  Classé MH (1923)[19]. Situé à l'origine dans les bois de Vaupinard à Montmoyen, il a été transporté par le comte d'Ivory dans son parc de Mauvilly puis dans celui de l’hôtel de ville de Châtillon. Il a été restitué à Mauvilly en 2016 ;
- l'ancien château des ducs de Bourgogne,  Inscrit MH (2019)[20], en particulier :
  - les tours d'enceinte entourées de douves en eau datent du XVe siècle,
  - la chapelle de style Renaissance du XVIe siècle,
  - le logis du XVIIIe siècle,
  - le parc possède un beau pigeonnier circulaire recouvert de laves.

Elle compte par ailleurs 17 monuments ou édifices et 17 objets répertoriés à l'IGPC (inventaire général du patrimoine culturel).
- Nombreuses croix, maisons et fermes anciennes sur la commune.
- Église de la-Nativité-de-la-Vierge (IGPC 1989)[23], bâtiment d'un plan « allongé » (rectangulaire) avec un chœur flanqué de deux chapelles (XVe siècle), le clocher carré surmonté d'une flèche octonale est calé entre la chapelle droite (sud) et la nef XIXe siècle. Statuaire du XVIe siècle : Vierge de pitié et Christ aux liens.
- Ancienne grange de l'abbaye de Longuay au val Fermet[14].
- Mairie XIXe en moellons et pierre de taille, avec un étage en surcroît (IGPC 1989)[24].
- École XIXe à deux étages dont un en surcroît (IGPC 1989)[25].
- Lavoir fin XIXe (IGPC 1989)[26].
- Manoir XVIe (IGPC 1989)[27] avec dépendances du XIXe.

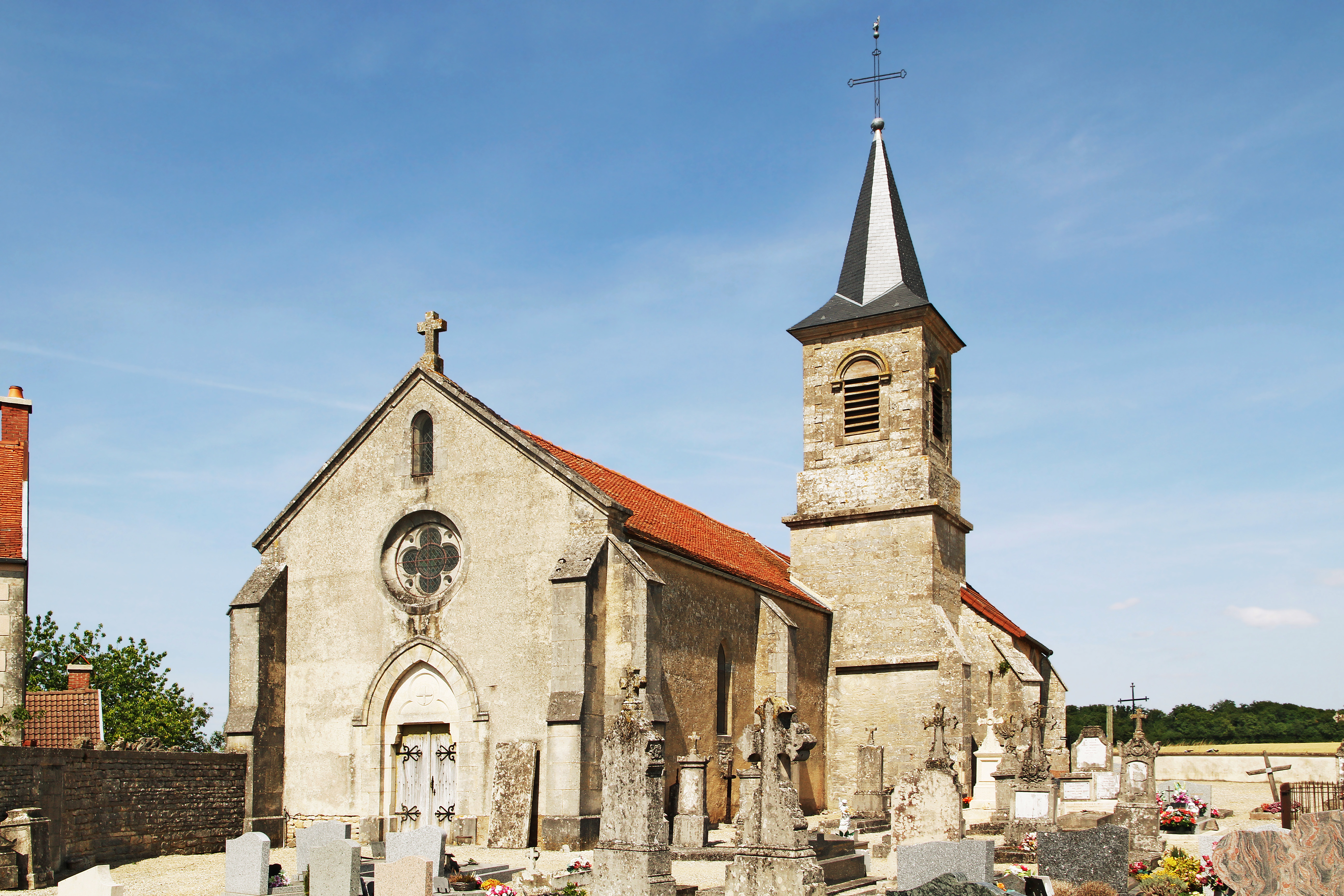
Façade et clocher de l'église de la-Nativité-de-la-Vierge.
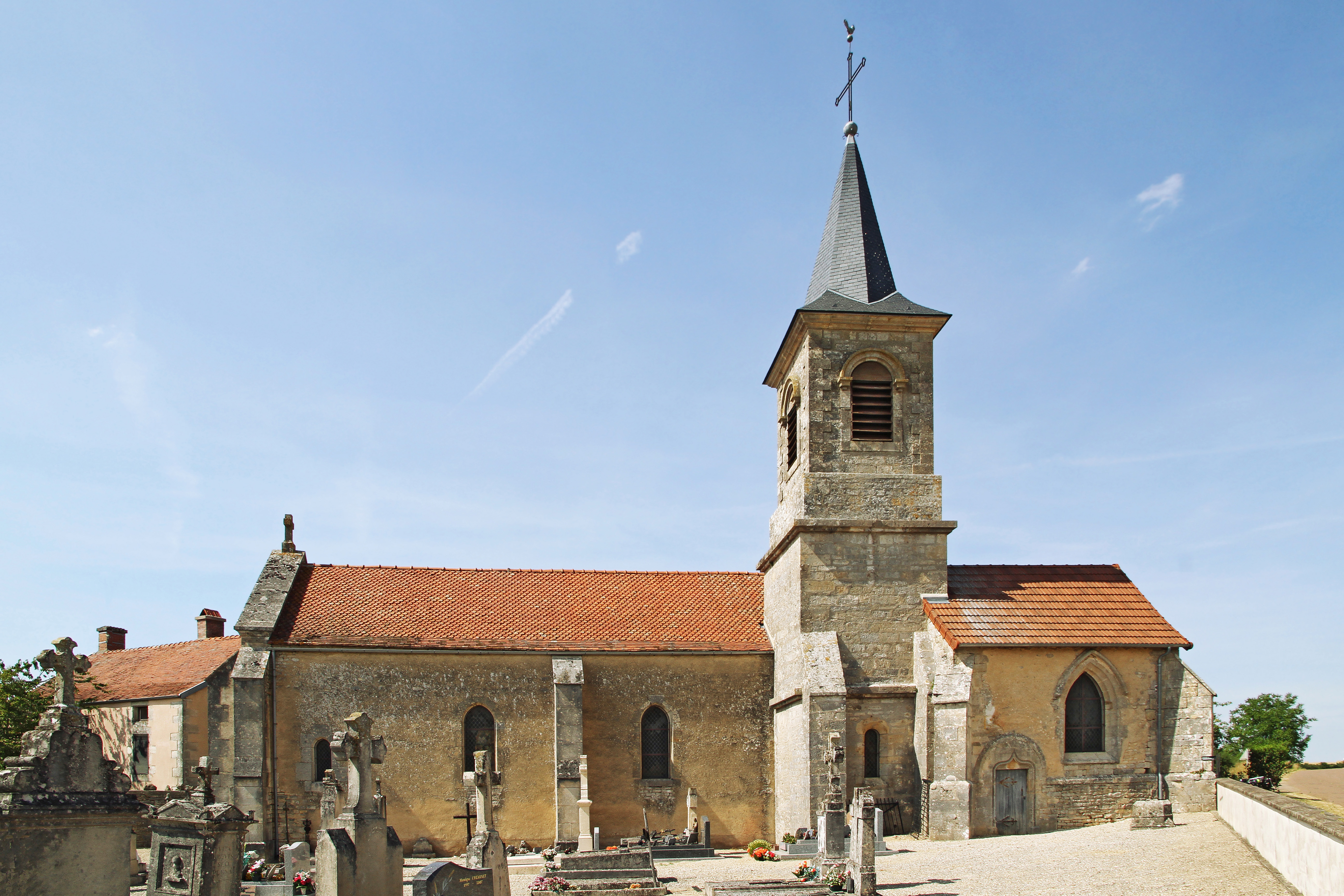
Côté sud avec le clocher adossé à la chapelle droite.
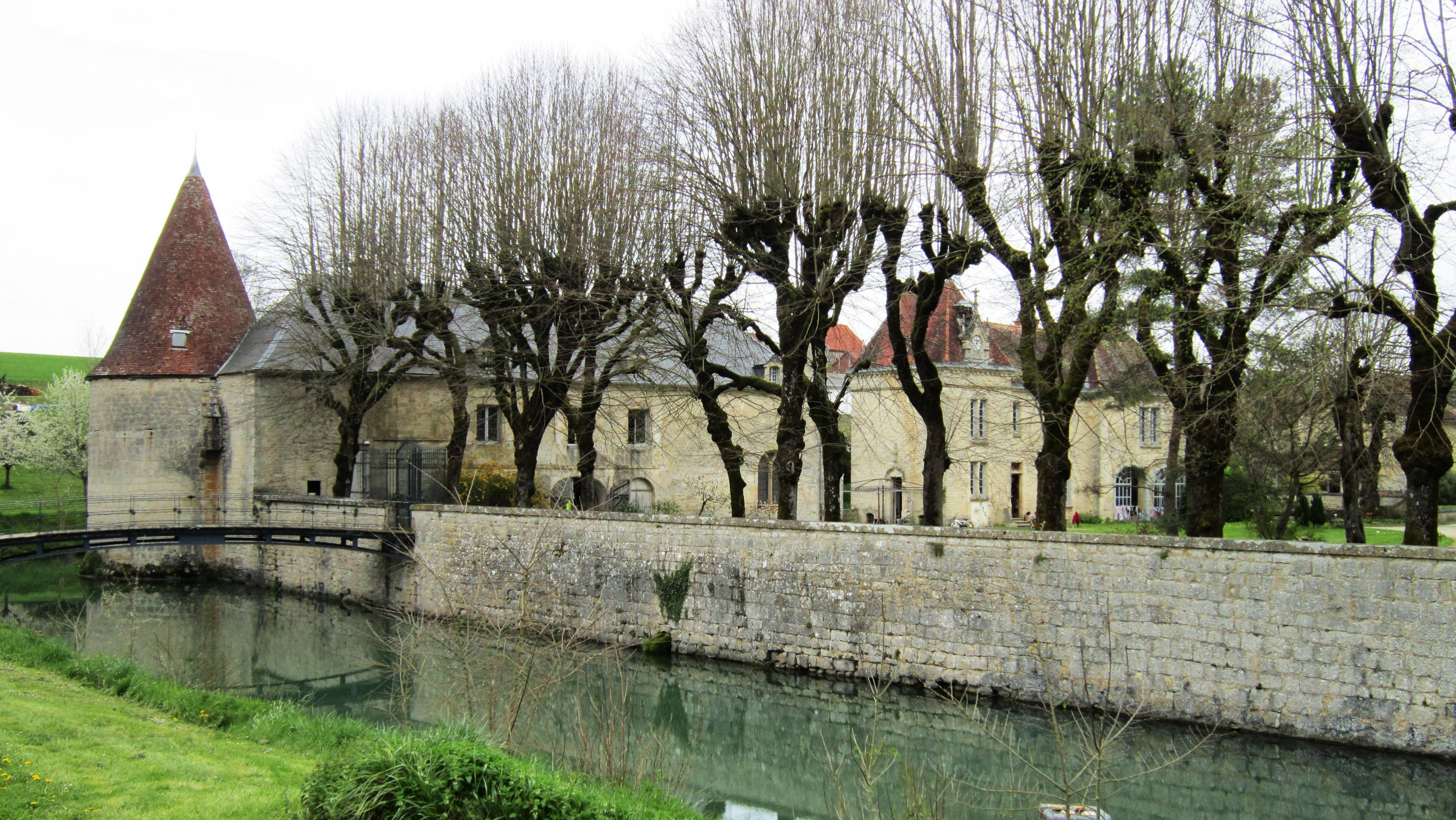
Le château.
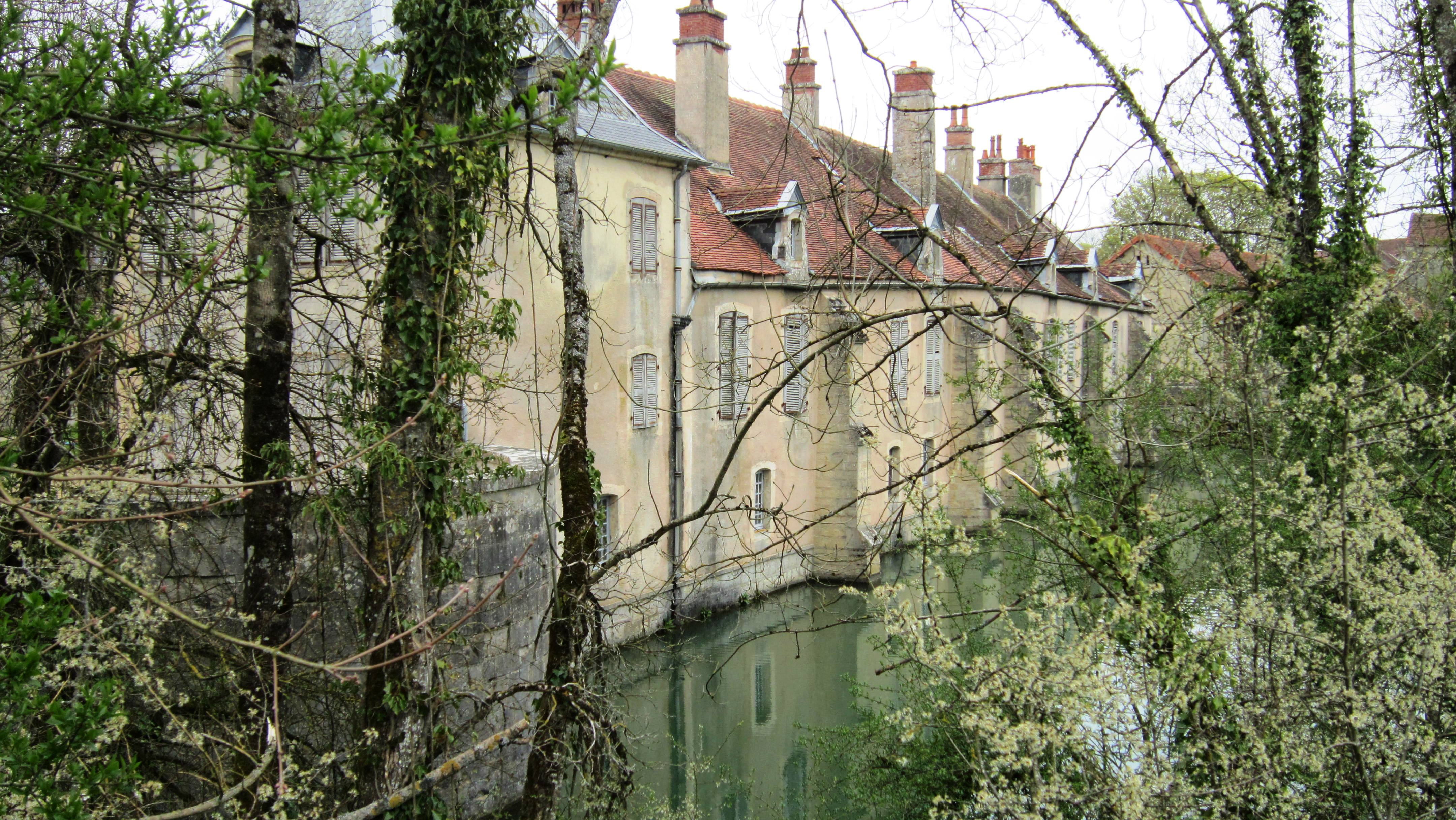
Les douves.

### Héraldique
| Blason de Mauvilly | Blason  | Écartelé : au 1er gironné d'argent et d'azur, au 2e d'or à la fasce de sable accompagnée de six coquilles du même, au 3e aussi d'or au coq hardi de sinople accompagné de trois roses de gueules, au 4e de sable aux trois besants d'argent. |
| Blason de Mauvilly | Détails | Le statut officiel du blason reste à déterminer. |